# بورونگ پینگای
بورونگ پینگای (به لاتین: Burong Pingai Berakas) یک منطقهٔ مسکونی در برونئی است که در بندر سری بگاوان واقع شده‌است.